# Caiolo
Caiolo là một đô thị ở tỉnh Sondrio trong vùng Lombardia của Italia, có vị trí khoảng 90 km về phía đông bắc của Milano và khoảng 5 km về phía tây nam của Sondrio. Tại thời điểm ngày 31 tháng 12 năm 2004, đô thị này có dân số 994 người và diện tích là 33,3 km².
Caiolo giáp các đô thị: Albosaggia, Carona, Castione Andevenno, Cedrasco, Foppolo, Piateda, Postalesio, Sondrio.